# Puy-de-Dôme
Puy-de-Dôme ( fransk udtale ?) er et fransk departement i regionen Auvergne. Hovedbyen er Clermont-Ferrand, og departementet har 604.266 indbyggere (1999).
Der er 5 arrondissementer, 31 kantoner og 467 kommuner i Puy-de-Dôme.